# Sendets (Gironde)
Pour les articles homonymes, voir Sendets.
Sendets (Sendèts en gascon) est une commune du Sud-Ouest de la France, située dans le département de la Gironde en région Nouvelle-Aquitaine.
Ses habitants sont appelés les Sendessois.

## Géographie

### Localisation
La commune se trouve à 68 km au sud-est de Bordeaux, chef-lieu du département, à 22 km au sud-est de Langon, chef-lieu d'arrondissement et à 6 km au nord-ouest de Grignols, ancien chef-lieu de canton.

### Communes limitrophes
Les communes limitrophes en sont Labescau au nord-nord-est, Sigalens à l'est sur moins de 500 mètres, Cauvignac au sud-est, Lavazan au sud-ouest, Birac à l'ouest-sud-ouest sur environ 200 mètres, Gajac à l'ouest et Gans au nord-ouest sur environ un km.
| Gans        |         | Labescau  |
| Gajac Birac | Sendets | Sigalens  |
| Lavazan     |         | Cauvignac |

### Hydrographie
La commune est traversée par la Bassanne affluent de la Garonne.

### Climat
Pour des articles plus généraux, voir Climat de la Nouvelle-Aquitaine et Climat de la Gironde.
Historiquement, la commune est exposée à un climat océanique aquitain.  
En 2020, Météo-France publie une typologie des climats de la France métropolitaine dans laquelle la commune est exposée à un climat océanique et est dans la région climatique  Aquitaine, Gascogne, caractérisée par une pluviométrie abondante au printemps, modérée en automne, un faible ensoleillement au printemps, un été chaud (19,5 °C), des vents faibles, des brouillards fréquents en automne et en hiver et des orages fréquents en été (15 à 20 jours).
Pour la période 1971-2000, la température annuelle moyenne est de 13,1 °C, avec une amplitude thermique annuelle de 14,7 °C. Le cumul annuel moyen de précipitations est de 835 mm, avec 11,4 jours de précipitations en janvier et 6,6 jours en juillet. Pour la période 1991-2020, la température moyenne annuelle observée sur la station météorologique la plus proche, située sur la commune de Cazats à 11 km à vol d'oiseau, est de 13,7 °C et le cumul annuel moyen de précipitations est de 825,5 mm,. Pour l'avenir, les paramètres climatiques de la commune estimés pour 2050 selon différents scénarios d’émission de gaz à effet de serre sont consultables sur un site dédié publié par Météo-France en novembre 2022.

## Urbanisme

### Typologie
Au 1er janvier 2024, Sendets est catégorisée commune rurale à habitat très dispersé, selon la nouvelle grille communale de densité à sept niveaux définie par l'Insee en 2022.
Elle est située hors unité urbaine et hors attraction des villes,.

### Occupation des sols

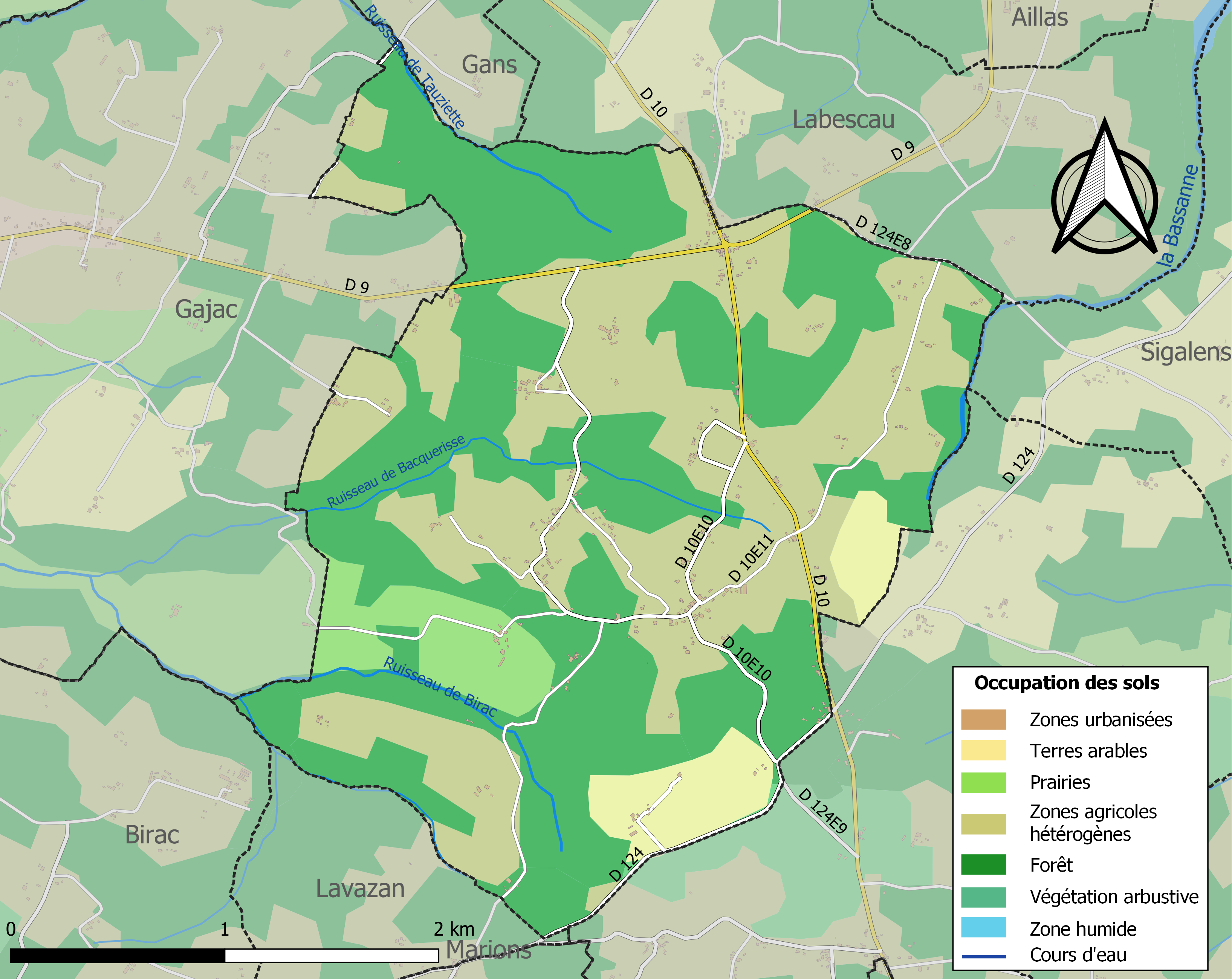
Carte des infrastructures et de l'occupation des sols de la commune en 2018 (CLC).

L'occupation des sols de la commune, telle qu'elle ressort de la base de données européenne d’occupation biophysique des sols Corine Land Cover (CLC), est marquée par l'importance des territoires agricoles (50,7 % en 2018), en diminution par rapport à 1990 (53,2 %). La répartition détaillée en 2018 est la suivante : 
forêts (49,2 %), zones agricoles hétérogènes (40,7 %), terres arables (5 %), prairies (5 %), milieux à végétation arbustive et/ou herbacée (0,1 %). L'évolution de l’occupation des sols de la commune et de ses infrastructures peut être observée sur les différentes représentations cartographiques du territoire : la carte de Cassini (XVIIIe siècle), la carte d'état-major (1820-1866) et les cartes ou photos aériennes de l'IGN pour la période actuelle (1950 à aujourd'hui).

### Voies de communication et transports
Sur le territoire communal, au lieu-dit Mitton, se trouve le croisement de deux importantes voies de communication routière, la route départementale D9 qui mène vers le nord à Aillas puis La Réole et vers l'ouest à Gajac et Bazas et la route départementale D10 qui mène vers le nord-ouest à Auros et vers le sud-est à Cauvignac puis Grignols. Le bourg est desservi par une petite route communale.
L'accès à l'autoroute A62 (Bordeaux-Toulouse) le plus proche est celui de  4 La Réole qui se situe à 12 km vers le nord-nord-est.

L'accès  1 Bazas à l'autoroute A65 (Langon-Pau) se situe à 15 km vers l'ouest.
La gare SNCF la plus proche est celle de La Réole, sur la ligne Bordeaux - Sète du TER Nouvelle-Aquitaine, qui se situe à 20 km vers le nord-nord-est.

### Risques majeurs
Le territoire de la commune de Sendets est vulnérable à différents aléas naturels : météorologiques (tempête, orage, neige, grand froid, canicule ou sécheresse), feux de forêts et séisme (sismicité très faible). Un site publié par le BRGM permet d'évaluer simplement et rapidement les risques d'un bien localisé soit par son adresse soit par le numéro de sa parcelle.
Sendets est exposée au risque de feu de forêt. Depuis le 20 avril 2016, les départements de la Gironde, des Landes et de Lot-et-Garonne disposent d’un règlement interdépartemental de protection de la forêt contre les incendies. Ce règlement vise à mieux prévenir les incendies de forêt, à faciliter les interventions des services et à limiter les conséquences, que ce soit par le débroussaillement, la limitation de l’apport du feu ou la réglementation des activités en forêt. Il définit en particulier cinq niveaux de vigilance croissants auxquels sont associés différentes mesures,.

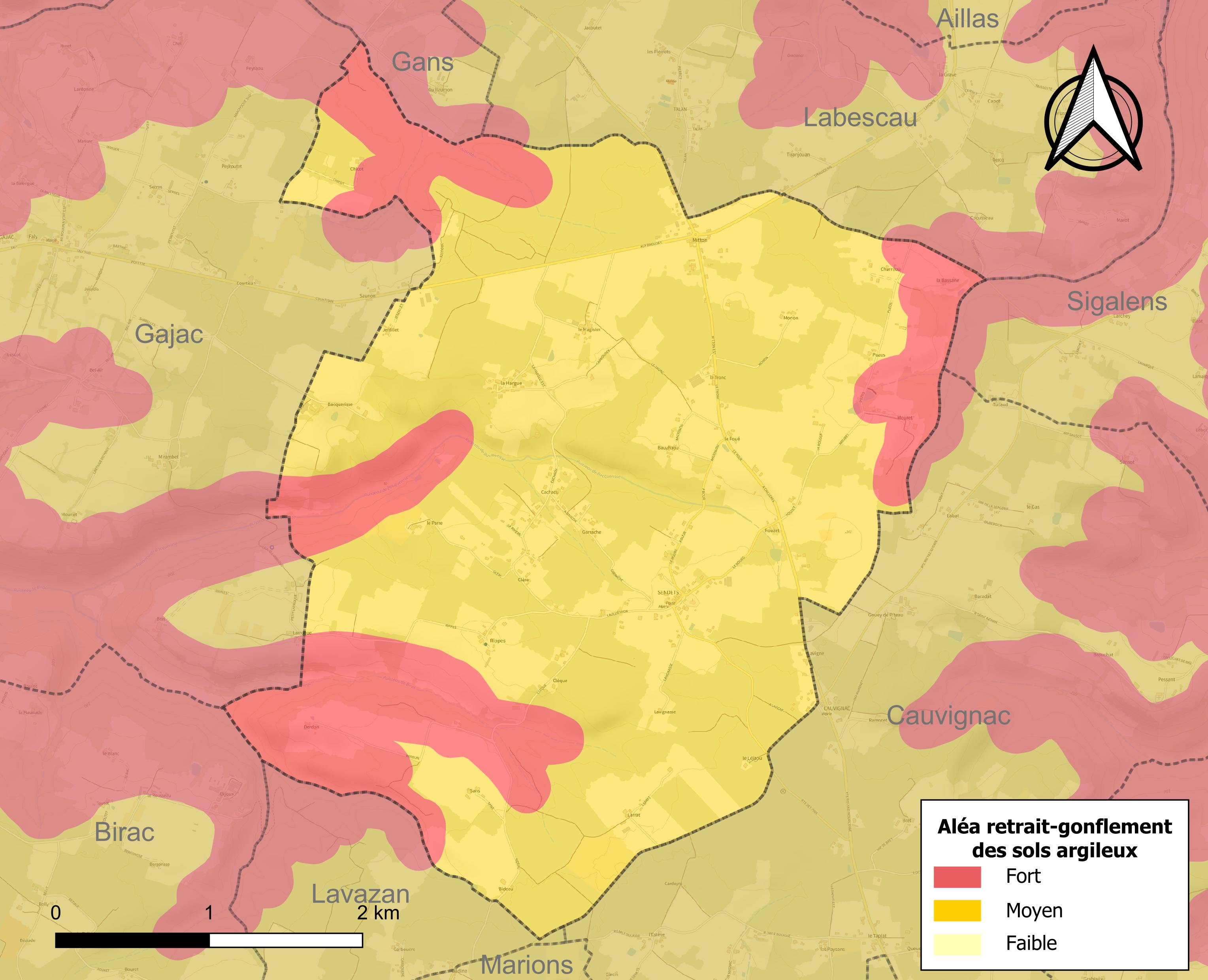
Carte des zones d'aléa retrait-gonflement des sols argileux de Sendets.

Le retrait-gonflement des sols argileux est susceptible d'engendrer des dommages importants aux bâtiments en cas d’alternance de périodes de sécheresse et de pluie. La totalité de la commune est en aléa moyen ou fort (67,4 % au niveau départemental et 48,5 % au niveau national). Sur les 157 bâtiments dénombrés sur la commune en 2019, 157 sont en aléa moyen ou fort, soit 100 %, à comparer aux 84 % au niveau départemental et 54 % au niveau national. Une cartographie de l'exposition du territoire national au retrait gonflement des sols argileux est disponible sur le site du BRGM,.
La commune a été reconnue en état de catastrophe naturelle au titre des dommages causés par les inondations et coulées de boue survenues en 1982, 1983, 1999 et 2009.

## Histoire
À la Révolution, la paroisse Saint-Jean de Sendets et son annexe, Notre-Dame de Bijoux, forment la commune de Sendets.

## Politique et administration
| Période                                  | Période   | Identité       | Étiquette | Qualité |
| ---------------------------------------- | --------- | -------------- | --------- | ------- |
| avant 1981                               | ?         | Ernest Rambaud | PS        |         |
| mars 2001                                | mars 2014 | Marc Labat     |           |         |
| mars 2014                                | En cours  | Éric Vigneau   |           | Artisan |
| Les données manquantes sont à compléter. |           |                |           |         |

### Communauté de communes
Le 1er janvier 2014, la communauté de communes de Captieux-Grignols ayant été supprimée, la commune de Sendets s'est retrouvée intégrée à la communauté de communes du Bazadais siégeant à Bazas.

## Démographie
L'évolution du nombre d'habitants est connue à travers les recensements de la population effectués dans la commune depuis 1793. Pour les communes de moins de 10 000 habitants, une enquête de recensement portant sur toute la population est réalisée tous les cinq ans, les populations de référence des années intermédiaires étant quant à elles estimées par interpolation ou extrapolation. Pour la commune, le premier recensement exhaustif entrant dans le cadre du nouveau dispositif a été réalisé en 2006.

En 2022, la commune comptait 347 habitants, en évolution de +3,27 % par rapport à 2016 (Gironde : +6,91 %, France hors Mayotte : +2,11 %).
| 1793 | 1800 | 1806 | 1821 | 1831 | 1836 | 1841 | 1846 | 1851 |
| ---- | ---- | ---- | ---- | ---- | ---- | ---- | ---- | ---- |
| 410  | 451  | 453  | 365  | 500  | 462  | 487  | 480  | 473  |

| 1856 | 1861 | 1866 | 1872 | 1876 | 1881 | 1886 | 1891 | 1896 |
| ---- | ---- | ---- | ---- | ---- | ---- | ---- | ---- | ---- |
| 430  | 439  | 466  | 437  | 463  | 447  | 459  | 424  | 393  |

| 1901 | 1906 | 1911 | 1921 | 1926 | 1931 | 1936 | 1946 | 1954 |
| ---- | ---- | ---- | ---- | ---- | ---- | ---- | ---- | ---- |
| 415  | 400  | 389  | 355  | 388  | 371  | 400  | 379  | 365  |

| 1962 | 1968 | 1975 | 1982 | 1990 | 1999 | 2006 | 2011 | 2016 |
| ---- | ---- | ---- | ---- | ---- | ---- | ---- | ---- | ---- |
| 332  | 328  | 288  | 232  | 234  | 255  | 292  | 341  | 336  |

| 2021 | 2022 | - | - | - | - | - | - | - |
| ---- | ---- | - | - | - | - | - | - | - |
| 344  | 347  | - | - | - | - | - | - | - |

## Lieux et monuments
- L'église Saint-Jean-Baptiste se situe sur une petite place au cœur du bourg et est entourée du cimetière communal.

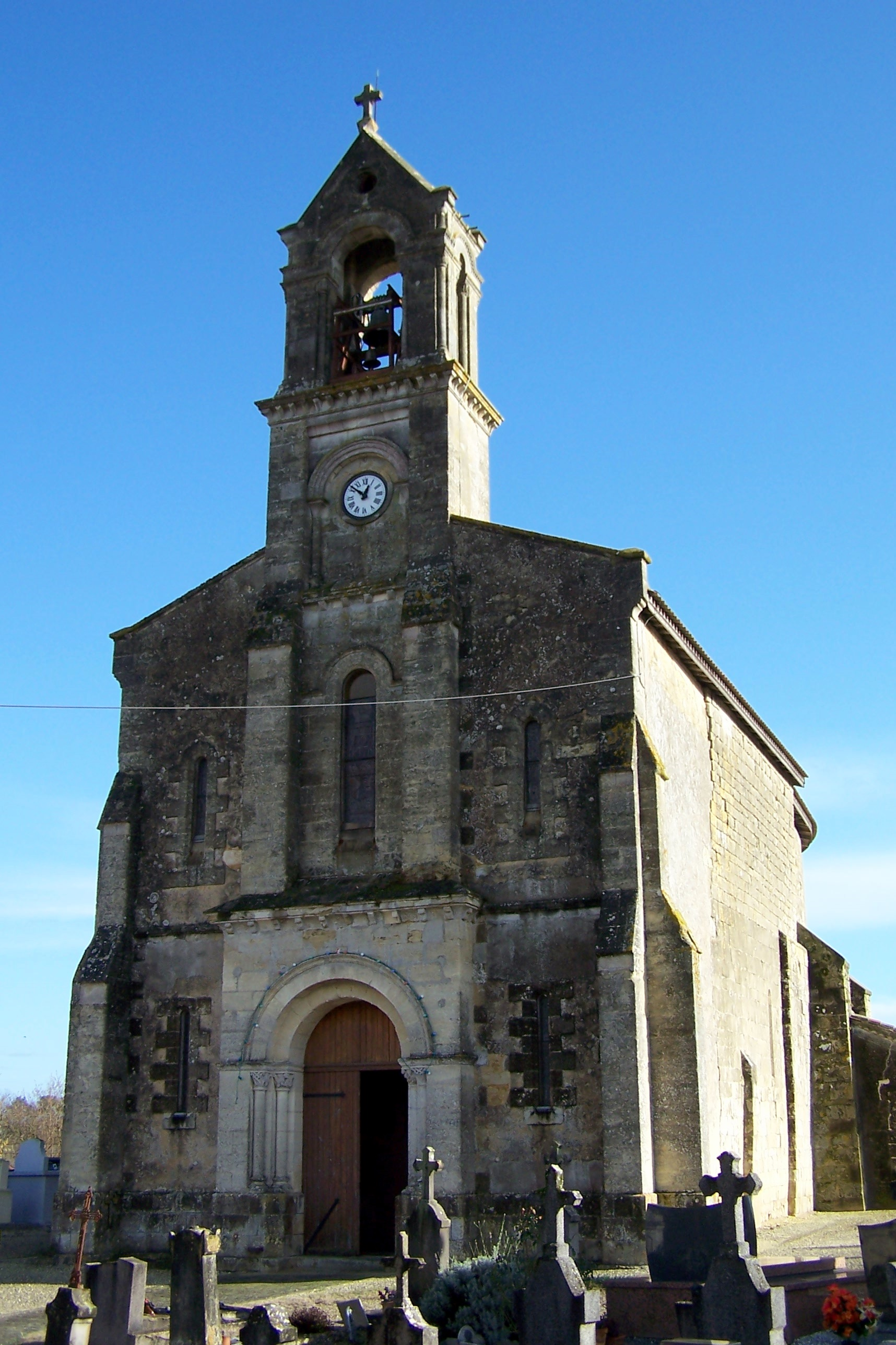
L'église Saint-Jean-Baptiste (janv. 2012)
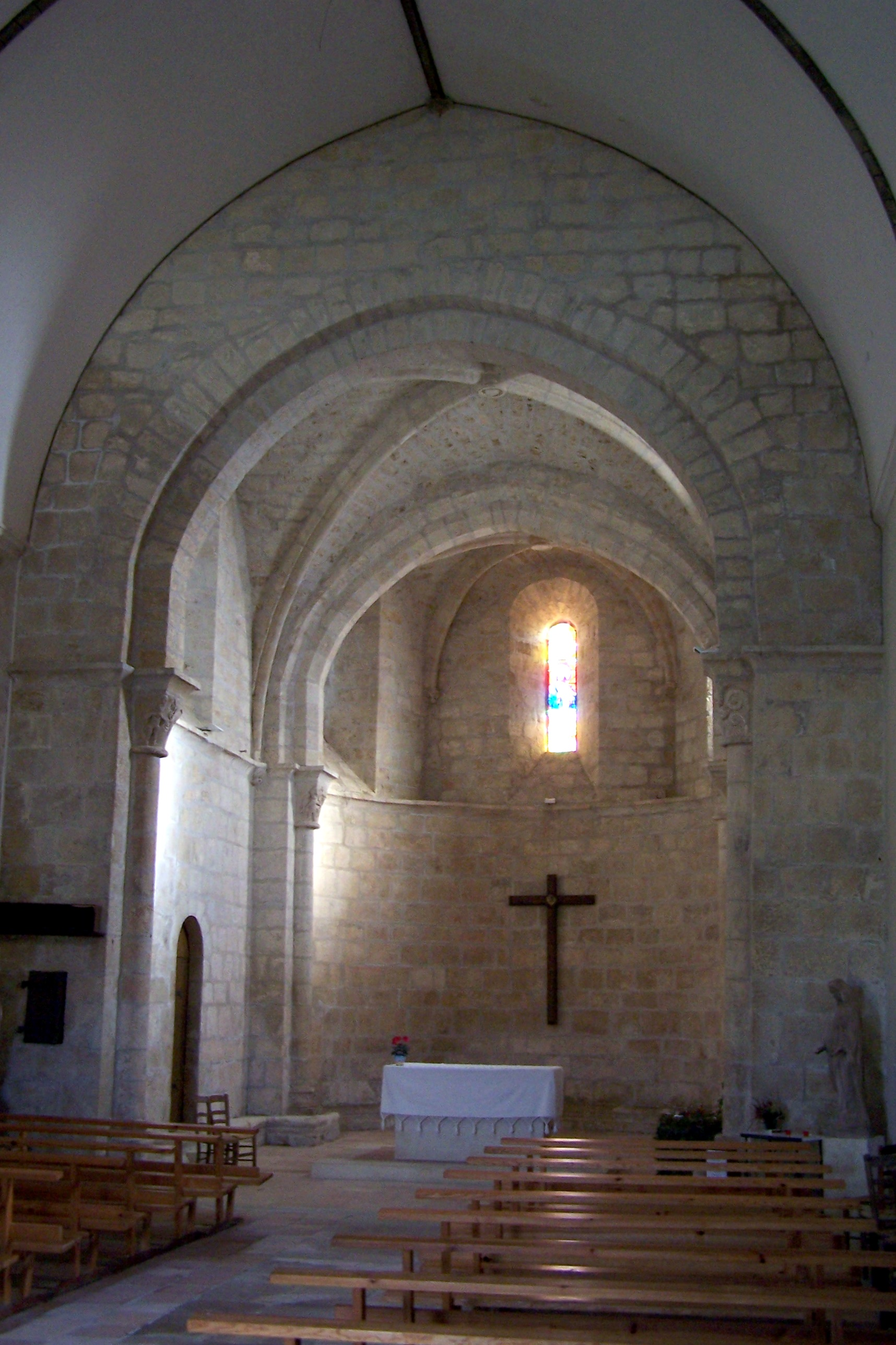
Nef de l'église (janv. 2012)
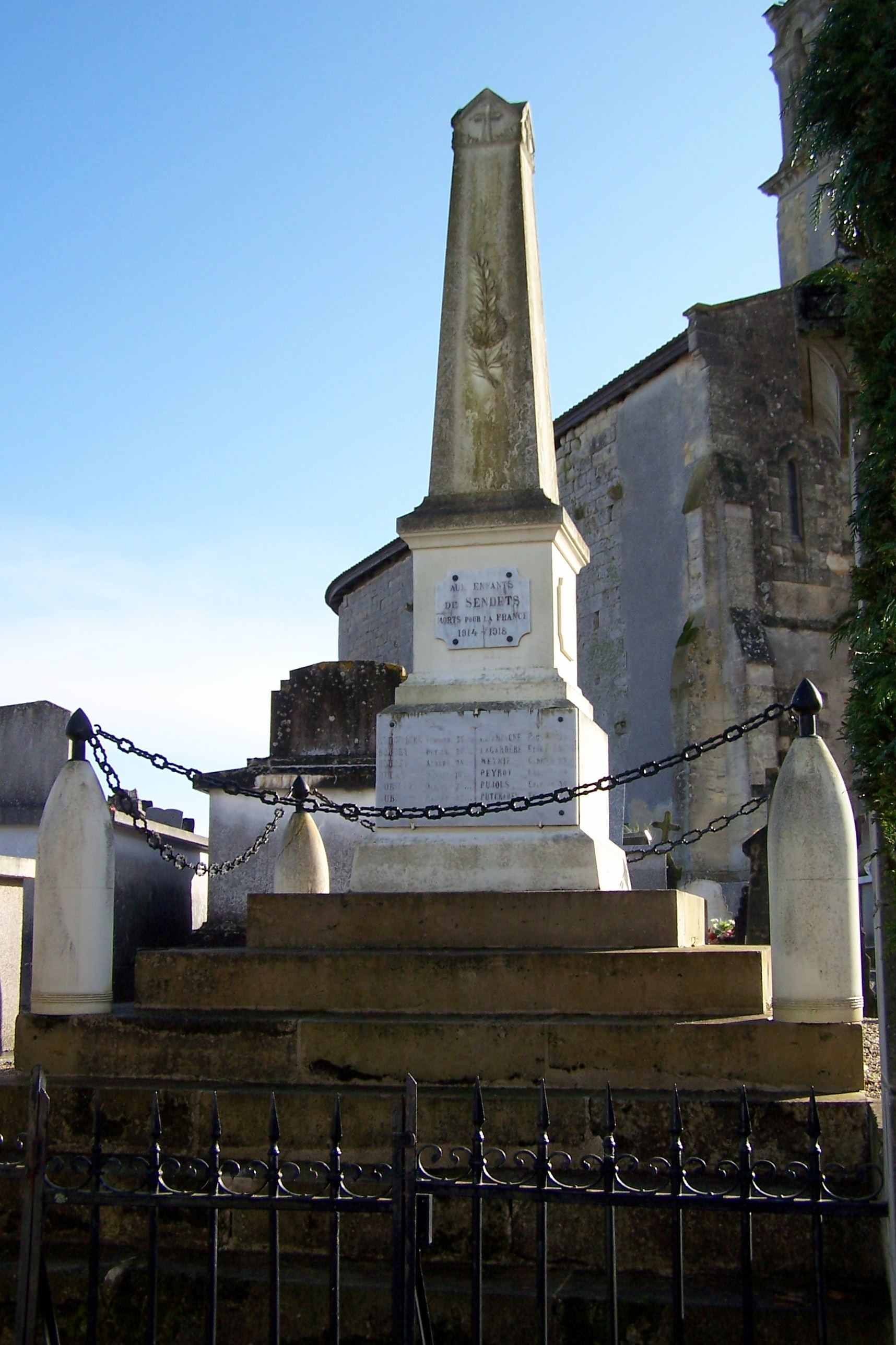
Monument aux morts devant l'église (janv. 2012)

## Personnalités liées à la commune
- Edouard Barbe résistant né dans la commune.